# Nebo (Illinois)
Nebo és una població dels Estats Units a l'estat d'Illinois. Segons el cens del 2000 tenia 408 habitants.

## Demografia
Segons el cens del 2000, Nebo tenia 408 habitants, 159 habitatges, i 109 famílies. La densitat de població era de 375,1 habitants/km².
Dels 159 habitatges en un 37,7% hi vivien nens de menys de 18 anys, en un 48,4% hi vivien parelles casades, en un 11,3% dones solteres, i en un 31,4% no eren unitats familiars. En el 27,7% dels habitatges hi vivien persones soles el 12,6% de les quals corresponia a persones de 65 anys o més que vivien soles. El nombre mitjà de persones vivint en cada habitatge era de 2,57 i el nombre mitjà de persones que vivien en cada família era de 3,17.
Per edats la població es repartia de la següent manera: un 30,6% tenia menys de 18 anys, un 8,1% entre 18 i 24, un 25,2% entre 25 i 44, un 23,3% de 45 a 60 i un 12,7% 65 anys o més.
L'edat mediana era de 35 anys. Per cada 100 dones de 18 o més anys hi havia 103,6 homes.
La renda mediana per habitatge era de 29.000 $ i la renda mediana per família de 31.125 $. Els homes tenien una renda mediana de 30.795 $ mentre que les dones 15.000 $. La renda per capita de la població era de 12.468 $. Aproximadament el 20,5% de les famílies i el 20,1% de la població estaven per davall del llindar de pobresa.

## Poblacions més properes
El següent diagrama mostra les poblacions més properes.